# Maya Fernández
Maya Alejandra Fernández Allende, née le 27 septembre 1971 à Santiago, est une biologiste, médecin vétérinaire et femme politique chilienne. En janvier 2022, elle est nommée ministre de la Défense dans le cabinet du président nouvellement élu Gabriel Boric. 
Elle est une petite-fille de l'ancien président du Chili Salvador Allende. 

## Biographie
Ses parents sont Luis Fernández Oña, un diplomate cubain, et Beatriz Allende Bussi, chirurgienne et deuxième fille de l'ancien président du Chili Salvador Allende. Elle a dû suivre sa famille à Cuba après le coup d'État de 1973. Elle revient en 1990 et suit des études de biologie à l'université du Chili. 
En 1992, elle entre au Parti socialiste du Chili. Elle se présente sans succès aux élections municipales chiliennes de 2012. Elle est élue députée lors des élections parlementaires chiliennes de 2013. Elle est réélue députée en 2017.
Le 21 janvier 2022, elle est nommée ministre de la Défense dans le cabinet du président nouvellement élu Gabriel Boric. Elle entre en fonction le 11 mars suivant.